# Tecnología de Seguridad de Vehículos

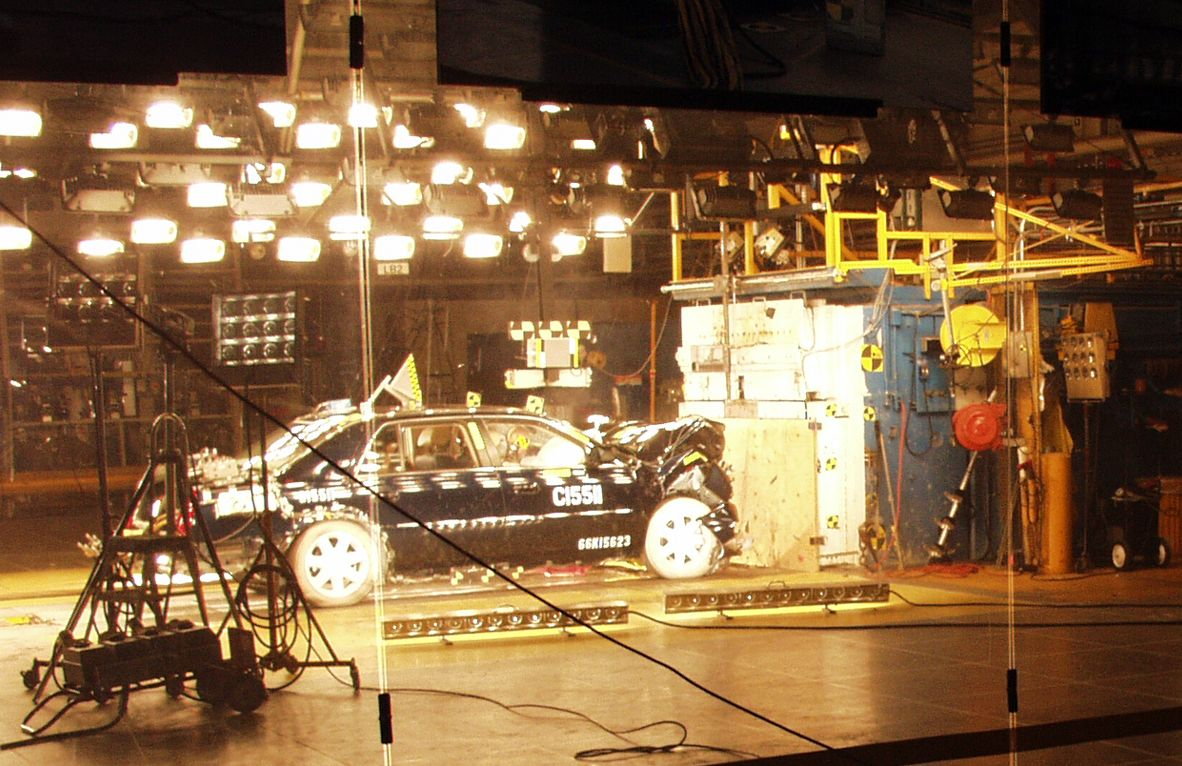
Prueba de un accidente para comprobar si los sistemas de seguridad están activados

La Tecnología de Seguridad en Vehículos (VST, Vehicle safety technology por sus siglas en inglés) en la industria automotriz hace referencia a una tecnología en específico denominada Sistemas de Asistencia al Conductor Avanzado (Advanced driver assistance systems) desarrollada para garantizar la seguridad y protección de los automóviles y pasajeros. El término abarca una amplia gama de proyectos y dispositivos en el mundo automotriz. Notables ejemplos incluyen dispositivos de comunicación vehículo-computadora los cuales utilizan funciones de seguimientdo de sistemas de posicionamiento global GPS, capacidad de geo-cercas, sensores de velocidad a distancia, antirrobo, mitigación de daños y comunicación vehículo-vehículo.

## Sistema de Detección de Alerta del Auto
Artículo principal: Driver drowsiness detection
El DADS es un sistema de prevención de accidentes causados por fatiga el cual está basado en un servicio en una nube que monitorea el estado de alerta del conductor en tiempo real para reducir el riesgo de accidentes vehiculares causados por somnolencia y fatiga. El servicio ayuda a los conductores a determinar si ellos están en condiciones para poder manejar a través de una base de datos obtenidos por una cámara certificada. La cámara captura la información de la cara del conductor la cual posteriormente es analizada por el software.  Cuando el sistema detecta que le estado de alerta del conductor es decreciente, señales audibles y visuales avisan al conductor hasta dos horas antes de que su estado sea crítico, ayudando a prevenir accidentes alertando al conductor frecuentemente antes de que él se dé cuenta de que su situación se está tornando peligrosa.DADS.
DADS: Driver Alertness Detection System Sistema para prevenir accidentes causados por fatiga.

## Comunicación Vehículo-Vehículo
Artículo principal:Sistema de comunicación vehicular
Un método para reducir los accidentes vehiculares abarca vehículos capaces de comunicarse el uno con el otro. Esta tecnología ha sido investigada desde 1997, y su forma actual de funcionamiento has sido aprobada por la [Junta Nacional de Seguridad del Transporte]. La comunicación inalámbrica vehículo-vehículo permitirá la detección instantánea exacta de la distancia que hay entre dos vehículos y monitoreo del punto ciego.  Investigadores del Centro de Investigaciones Alemana de inteligencia Artificial (German Research Centre for Artificial Intelligence) indican que 34,000 muertes automovilísticas podrían ser reducidas en Estados Unidos por la aplicación de éstas tecnologías. En junio del 2013, una prueba a gran escala de esta tecnología fue completada en Washington D. C. bajo la dirección de la Secretario de Transporte de los Estados Unidos Ray LaHood.

## Control de Estabilidad Electrónica (ESC)
Artículo Principal:Control de estabilidad
El Control de estabilidad (ESC, por Electronic Stability Control), ayuda a evitar una colisión reduciendo significativamente el riesgo de que el auto patine durante alguna maniobra de emergencia repentina, como tratar de esquivar un obstáculo enfrente de usted. Por esta razón, ESC identifica este riesgo y estabiliza el auto por medio de frenos individuales en las llantas.

## Sistemas de frenado de alerta y emergencia
Arítculo Principal: Collision avoidance system
El Sistema de Frenado de Emergencia y Alerta detecta de manera anticipada el peligro de un accidente con respecto al vehículo enfrente de usted. En el caso de una colisión potencial, el sistema advierte acerca del peligro, y cuando no hay alguna reacción a la advertencia, las tecnologías activan los frenos junto con otros sistemas tales como el sistema del Cinturón de seguridad con la finalidad de evitar o mitigar un accidente. El Sistema de Advertencia de Frenos Avanzado (Advanced Brake Warning) alerta al conductor de cómo es la presión que el conductor enfrente de él proporciona sobre los frenos.

## Monitorización del ángulo ciego
‘’Artículo Principal: Blind spot monitor´´
La Monitorización del Ángulo muerto (Blind spot monitor) ayuda al conductor a evitar un choque con el vehículo del carril contiguo a través de una continua proyección de los puntos muertos a los lados del auto.

## Sistemas de Soporte de Carril
Artículo Principal: Lane departure warning system
Los Sistemas de Soporte de Carril ( Lane departure warning system) pueden asistir y advertir al conductor cuando éste involuntariamente deja los carriles de circulación o cuando cambia de carril sin ninguna indicación. En ocasiones un momento de distracción puede ser suficiente para hacer que el vehículo pueda desviarse de su carril. Por lo tanto el sistema monitorea la posición del vehículo en el carril y mientras Lane departure warning system alerta al conductor si el auto involuntariamente se aparta del camino, el sistema de Soporte de Carril Mantenido ayuda para un correcto curso del auto. Lane departure warning system ha sido recomendado para que sea incluido en toda la siguiente generación de autos por el gobierno de los Estados Unidos.

## Alerta de Velocidad
La Alerta de Velocidad ayuda a mantener una correcta velocidad y evitar accidentes automovilísticos relacionados con la velocidad de tráfico y exceso de velocidad. La Alerta de Velocidad informa los límites de velocidad y advierte cuando el conductor sobrepasa estos límites.

## Protección Roll Over
Artículo Principal: Active rollover protection}}
Históricamente, los accidentes donde el vehículo se vuelca han sido los más dañinos para la vida y la propiedad. Por lo tanto, la nueva tecnología ha estado desarrollando algo que permita prevenir a los coches el movimiento conocido como rollover (volcada). Cuando ciertos factores esenciales son detectados, incluyendo una aceleración indebida alrededor de las esquinas o vueltas repentinas, el vehículo automáticamente reduce la velocidad para prevenir una volcada rollover.

## Más Información
- National Highway Traffic Safety Administration Safer Car
- Car safety and Insurance Magazine
- Consumer Reports car safety
- Vehicle safety technology

- Datos: Q19292902